# 屈布里
屈布里（法語：Cubry，法語發音：[kybʁi]）是法国杜省的一个市镇，位于该省北部偏东，属于贝桑松区。

## 地理
屈布里（47°29'36"N, 6°25'21"E）面积5.4 平方千米，位于法国勃艮第-弗朗什-孔泰大區杜省，该省份为法国东部内陆省份，北起上索恩省，西接汝拉省，东部及东南部与瑞士接壤，东北部与贝尔福地区省接壤。
与屈布里接壤的市镇（或旧市镇、城区）包括：莱马尼、南镇、于泽勒、奥尼翁河桥村。
屈布里的时区为UTC+01:00、UTC+02:00（夏令时）。

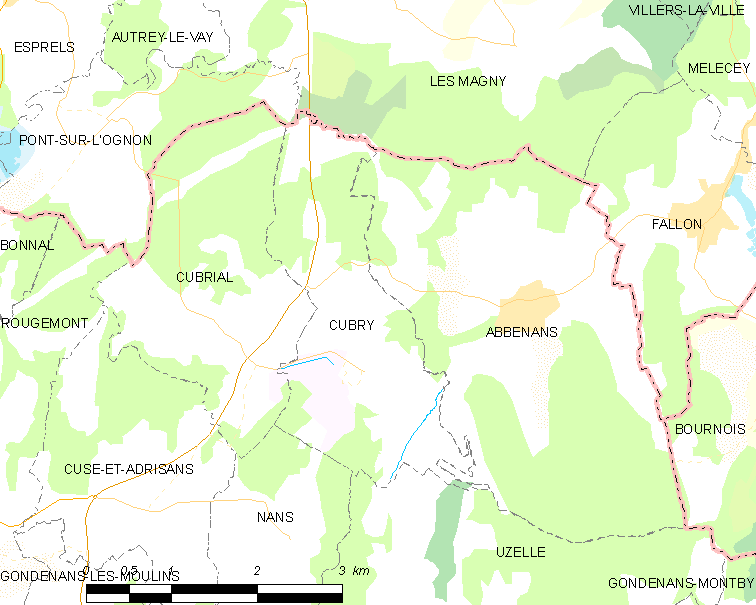
屈布里的OSM定位图

## 行政
屈布里的邮政编码为25680，INSEE市镇编码为25182。

## 政治
屈布里所属的省级选区为博姆莱达姆县。

## 文化

### 景点
- 布尔内勒城堡（Château de Bournel）

## 交通
杜省省道D7E线、D50线、D114线、D116线和D116E1线在境内交汇。

## 人口

1962-2008年间屈布里人口变化图示

屈布里于2022年1月1日时的人口数量为102人。